# Frente Rodesiano
El Frente Rodesiano (en inglés: Rhodesian Front) fue un partido político zimbabuense de tendencia derechista y segregacionista que dominó la vida política de la colonia británica de Rodesia del Sur y posteriormente del régimen no reconocido de Rodesia (actual Zimbabue) entre 1962 y 1979. Luego de eso, fue brevemente uno de los principales partidos de la oposición al gobierno de Robert Mugabe como primer ministro de Zimbabue entre 1979 y 1981, cuando se disolvió formalmente. El Frente Rodesiano fue liderado durante toda su existencia por Ian Smith.
En 1981, abandonó la ideología racista y se disolvió, siendo sucedido por el Frente Republicano.

## Resultados electorales
|  | 54.94 % |

|  | 79.32 % |

|  | 76.82 % |

|  | 76.98 % |

|  | 85.36 % |

|  | 85.36 % |

|  | 81.98 % |

|  | 83.01 % |